# Bylinje

Radarekon av en åskstorm som utvecklas till en bylinje.

En bylinje är välutvecklade åskväder som förekommer i linje, ofta knutna till en kallfront. 